# Caroline Häcki
Caroline Häcki-Rindlisbacher (* 4. Oktober 1982 in Zürich) ist eine Schweizer Dressurreiterin. Sie ist Teilnehmerin der Weltreiterspiele 2014 in Caen und der Weltreiterspiele 2018 in Tyron, North Carolina. Sie nahm an zwei Dressur-Europameisterschaften teil, 2013 in Herning und 2015 in Aachen.

## Leben
Caroline Häcki wuchs mit zwei jüngeren Schwestern, die ebenfalls reiten, in Adliswil auf, wo ihre Eltern einen Pensionsstall betreiben. Ihre Trainerin ist Steffy Kuriger. Ihr erstes Grand Prix-Pferd war der selbst ausgebildete Falbe Hello Yellow.
Internationale Erfolge erzielte Häcki mit ihrem Fuchswallach Rigoletto Royal CH, den sie ebenfalls selbst ausgebildet und an den Sport herangeführt hat.
Ihr bisher bestes Resultat erzielte sie mit Rigoletto Royal an den Dressur-Europameisterschaften 2013 im dänischen Herning. Mit der Schweizer Equipe belegte sie den neunten Rang. Rigoletto Royal wurde von den Lesern der schweizerischen Pferdewoche zum CH-Pferd des Jahres 2013 gewählt.
An den Weltreiterspielen 2018 in Tyron, USA, erreichte sie auf Rigoletto Royal mit der Schweizer Equipe den 13. Rang.
Caroline Häcki arbeitet als Polizistin, ist verheiratet und Mutter von zwei Töchtern.